# ヘロイン
ヘロイン（英: Heroin）とは、バイエル社から販売されていたオピオイド系の鎮痛剤のひとつで、アヘンに含まれるモルヒネから作られる半合成オピオイドである。一般名はジアモルヒネ、化学的には、3,6-ジアセチルモルヒネと呼ばれる。いわゆる強オピオイドに該当するが、副作用があるため、現在では医用は稀である。一方、いくつかの国で出産時や心臓発作などの痛みを緩和したり、オピオイド置換治療に使用されている。

## 概要
語源は、1898年にバイエルより発売された、鎮痛・鎮咳剤の商品名で、『モルヒネに替わる依存のない万能薬』として発売・宣伝された。
1912年の万国阿片条約で規制され、第一次世界大戦後に各国が条約に批准し、規制を強めた。その後、ドイツ国では1921年、アメリカ合衆国で1924年に医薬品の指定がなくなると、のちに非合法に流通するようになり、当時のアメリカ合衆国の日常的な使用者は20万人と推定されている。
ベトナム戦争では、メオ族を支援するためにアメリカ中央情報局 (CIA) が市場へのアヘン運搬を支援したが、これが高純度のヘロインとなって、南ベトナム共和国駐留アメリカ兵の手に渡った。アメリカ合衆国で、1971年物質使用性障害を持つ患者が推定56万人となり、ニクソン大統領が、薬物に対する戦いを宣戦布告する。2000年代のアメリカではオキシコドンなどの処方薬の過剰摂取死(OD)が問題となっていたが、2012年には急増したヘロインによる死亡がトップとなった。この理由は、コーティングを剥いで砕くことが容易なオキシコドン徐放錠の製法が製薬会社により変更されたため、その処方薬依存症患者が摂取しやすく、同等の効果が安く手に入るヘロインにシフトした為である。
日本国内では麻薬及び向精神薬取締法によって、その製造・所持・使用は制限されている。専門家による薬物の評価では、ヘロインは多幸感3点、精神的依存3点、身体依存3点といずれも最高の3点となっている唯一の薬物である。

## 合成
ヘロインはモルヒネの持つ2つの水酸基を、共に酢酸とのエステルにした分子である。これを合成するためには、モルヒネを無水酢酸で数時間煮る。ジアモルヒネは20世紀後半に合成され、粗モルヒネをアセチル化する。鏡像異性体は5種類になるが、天然に生じるのは1種類である。

## 薬物動態
ヘロインの血中濃度の半減期は、約3分である。モルヒネとは異なり酢酸エステル化している。そのため、モルヒネより脂溶性が高く、血液脳関門をモルヒネより容易に通過する。なお、ヘロインは体内各所で、酢酸2分子とモルヒネに分解される。その後はモルヒネと同様の動態をする。

## 過剰摂取
ヘロインに関連した過剰摂取の死亡は多く、アルコールやベンゾジアゼピン系、モルヒネなど他のオピオイドとの併用は死亡リスクを高める。過剰摂取の影響を無効にするにはナロキソンやナルトレキソンが用いられる。ナロキソンを広く入手可能にすることが必要とされている。

## 依存性

複数の専門家による危険性の相対性を数値化したグラフ。

薬物の危険性を最高3点として数値化した研究によれば、ヘロインは快感3点、精神的依存3点、身体依存3点と依存性は最高の3点となっている唯一の薬物である。
上述のバロウズは、1950年代にアメリカのヘロインは売人が粉ミルクや砂糖などでどんどん薄めるために、望みもしないのに減量治療を受けさせられており、依存の治療を求めて来院したときには度合いが軽くなっており、結果としてごく短期間1週間ほどで完全に治ると記している。例えば、ベトナム戦争で出回ったものは純度が90パーセント以上のものであったが、アメリカに帰国した兵士らは2パーセントから10パーセントのものにしかありつけなかった。

### 離脱症状
多量の長期のオピオイドを中止あるいは減量すると、怒りやすいなど、痛みに対する感受性の増加から始まり、薬物を渇望して行動に落ち着きがなくなり、腰や足に痛みを感じるようになる。そして、不快な気分、吐き気や嘔吐、筋肉痛、涙や鼻漏、散瞳や起毛や発汗、下痢、あくび、発熱、不眠といった症状が出現する。ヘロインでは最後の摂取から6〜24時間以内離脱症状が生じ、1〜3日でピークに達し、5〜7日で軽快する。急性でない離脱症状として、不安、不快、無快感、不眠、薬物への渇望が、数か月にわたって続くこともある（遷延性離脱症候群）。
身体中の関節に走る激痛、小風に撫でられただけで素肌に走る激痛、体温の調節機能の狂いにより生じる激暑と酷寒の体感の数秒ごとの循環、身体中に湧き上がる強烈な不快感と倦怠感などが挙げられる。こうした一連の症状は「地獄そのもの以外の何でもない」などと表現される苛烈なもので、この禁断症状を指していうコールド・ターキー (英語: cold turkey)というスラングが生まれた。このスラングは、1969年に歌手のジョン・レノン（プラスティック・オノ・バンド）が発表した楽曲 Cold Turkey（邦題「冷たい七面鳥」）によって世界的に著名となった。レノンはこの曲を通して薬物の禁断症状の恐ろしさを世に知らしめようとしたつもりだったが、ドラッグソングと誤解を受け放送禁止にした放送局もあったという。

### 依存症の治療
1970年代以前の過去には、ヘロインなどモルヒネ型の薬物では早期の離脱が最良の治療法と考えられていたが、1970年、世界保健機関の委員会は、投与量の漸減が効果的であるとの見解を示した。以前に離脱症状があるかを確認し、離脱を経験し薬物に依存している場合にだけ離脱を管理する必要があり、メサドン維持療法またはブプレノルフィンなどのオピオイド置換療法が考慮される。
従来用いられてきたより有害性が低いオピオイド作動薬であるメサドンに置換する治療法がある。メサドンは長時間作用するため、離脱症状が出現するまでに2〜4日かかる。21世紀に入り、オピオイド部分作動薬のブプレノルフィンも用いられている。
重度の依存症患者がヘロイン摂取をいきなり中断すると、上記の離脱症状により苦しめられる可能性が高い。日本では薬物依存者に対して、ブプレノルフィンなどの治療薬を用いた原因療法は事実上不可能なため、自然治癒力を用いた対症療法しか手立てが無いのが現状である。つまり、ひたすら我慢するしかない。

## 歴史

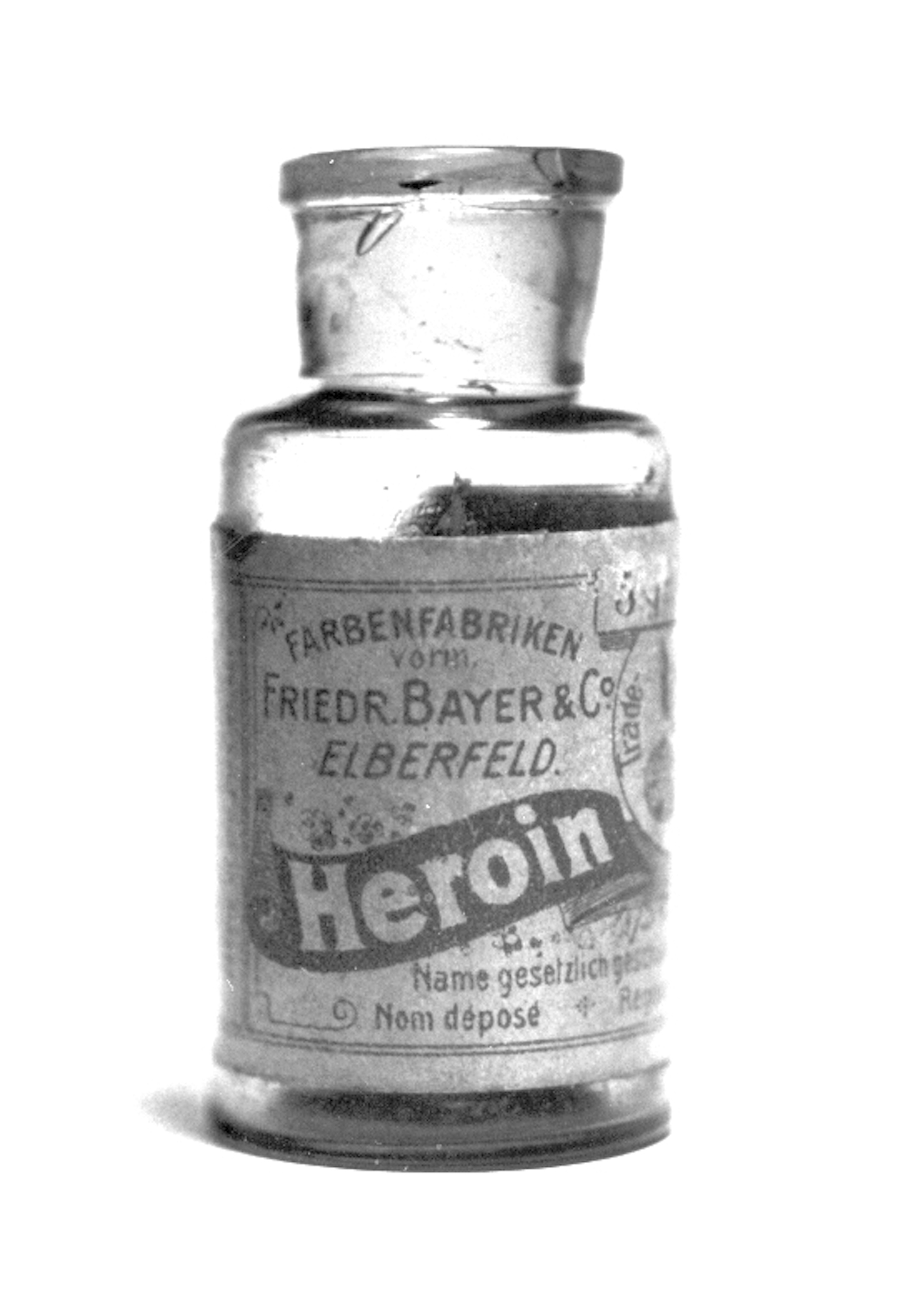
古いヘロインの瓶（バイエル社）

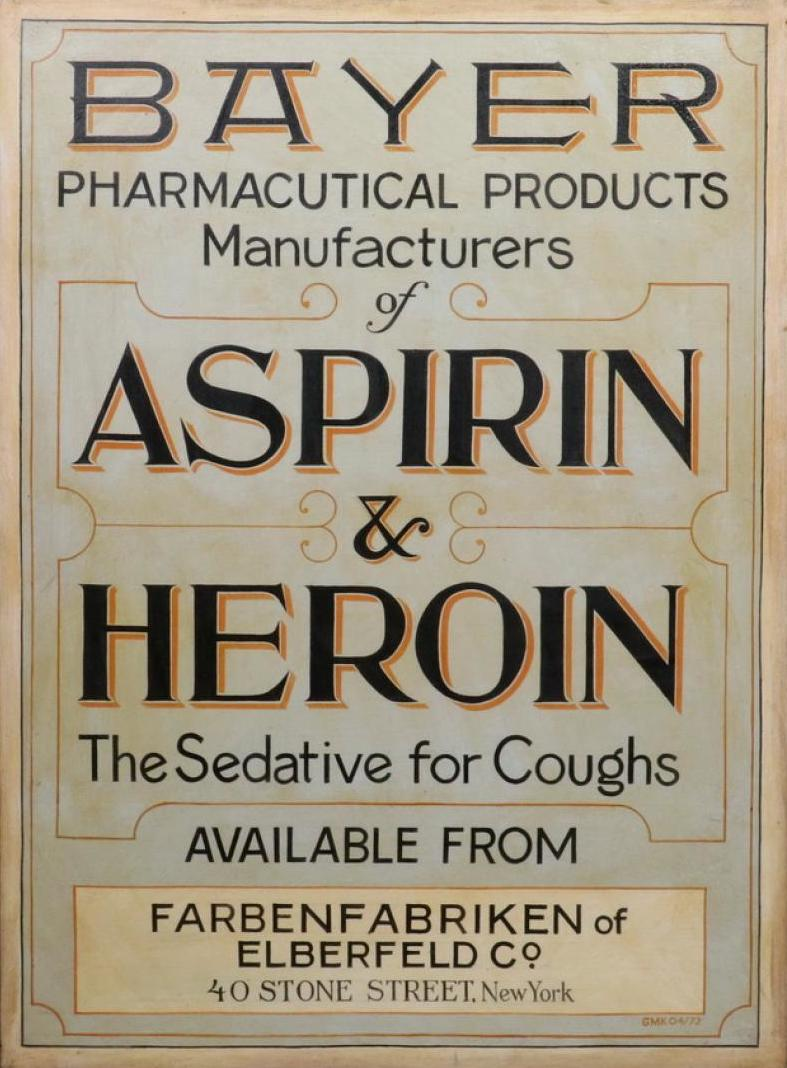
アメリカのバイエルからのアスピリンとヘロインの広告

ロンドン（イギリス）の聖マリア病院のライト (C. R. Write) が1874年にジアセチルモルヒネを合成するものの、疲労感、眠気、恐れ、吐き気を起こし実験を中止した。1890年にドイツの科学者ダンクヴォルト（W. Dankwort）が別の合成法で同じ誘導体を合成し、その性質についてエルバーツェルト色素製造工場・薬理研究所のドレーザー（H. Dreser）が見出した。
エルバーツェルト色素製造工場・薬理研究所は、バイエルの前身に当たる。ベルリン大学病院とバイエルが試験し、1898年に商品名ヘロインで発売に至る。名称はギリシア語のヘロス（hḗrōs、ヒーロー）に由来する。ドイツの科学者は、気管支炎、慢性の咳や喘息、肺結核に効果があると結論づけ、モルヒネなどに代わる依存作用のない薬であると発表、国際的に広告しどのような病気にも効く、副作用のない奇跡の薬のように言われ、医師と薬局から無制限に市場に流れることとなった。その後30年以上、ドイツでは自由に入手可能であった。
中国では、1906年に清政府がアヘン一掃を画策し、イギリス製アヘンが市場から根絶されるに至ったものの、単にモルヒネやヘロインへと移行しただけであった。中国では1920年代ごろ、ヘロインは当初モルヒネと同様にアヘン常用の治療になるものと信じられ、医療用ならモルヒネ共に合法で輸入できフランス製のヘロインが時に日本を経由して中国へ送られ、常用が広がるにつれ密輸・闇市場が増大した。
1912年の万国阿片条約が、ドイツで1921年に批准されると、麻薬に指定され回収された。（アヘンやモルヒネの誘導体を規制するこの条約は、第一次世界大戦のため各国の条約の批准が延期されていた）1924年にはアメリカでも医薬品として取り消された。アメリカではその年、常用者は推定20万人と見積もられた。
国際規制によって、ヨーロッパの工場ではなく、中国・上海の密造工場や、フランスのマルセイユのコルシカ人による犯罪シンジゲートへと移る。これはかえって、1930年代に非合法のヘロインをあふれさせ失敗となったが、第二次世界大戦が始まると、国境警備の厳しさなどによって密輸が不可能となり、混合物によって純度も低下、アメリカ合衆国では戦争終結までに常用者は2万人まで下落した。1949年に中国大陸で中国共産党が勝利し、腐れ縁のない中華人民共和国政府は商人を容赦なく処罰、ヘロインの供給地は東南アジア諸国へと移っていった。
のちにアメリカの作家として知られるようになるウィリアム・バロウズは、1945年にモルヒネを使い始め依存するようになり、売人となったが、1956年にはイギリスで治療を受けてその状態を脱した。1953年にタンジェ（タンジール）にてバロウズがヘロインに溺れ、体調が悪そうだと友人が記している。
1961年の麻薬に関する単一条約が規制を引き継いでいる。日本においては1955年頃にヘロインの密売が大都市の貧困街や軍事基地の周辺で活発となり、ピークの1961年には4万人の嗜癖（依存）者がいたが、（当時の）麻薬取締法改正に伴う罰則の強化により、嗜癖者は急激に減少したとされる。もっとも、まともな治療・支援無しに依存者が社会復帰出来たのか疑問は残る。
ベトナム戦争では、ラオス北東部で戦争を行っていたメオ族を支援するため、アメリカ中央情報局 (CIA) が市場へのアヘン運搬を支援し、1965年から1971年までCIAの秘密の航空会社であったエア・アメリカが空輸した。1965年に、ラオスのアヘン製造所は、高純度90パーセント以上のヘロインを精製するようになっており、これらは結局は、ベトナム駐留米軍の兵士の手に渡った。1968年に南ドイツで不法なヘロインが登場する。ベトナム戦争で負傷した兵は治療のために、不運にも西ドイツに送られた。帰国したベトナム帰還兵は密売を思いつく。
アメリカで麻薬患者は白人社会に流行し、1969年末には推定31万5千人とされ、4年前の約5倍に膨れ上がり、1971年推定56万人となったころ同年6月にニクソン大統領が、薬物に対する戦いを宣戦布告する。1970年代のイギリスパンク・ロックを描いた映画『シド・アンド・ナンシー』では、麻薬クリニックへ通院するシーンがあり、ヘロインの産地が黄金の三角地帯であり、アメリカの若者が戦争で死んでゆくなか、中央情報局（CIA）がそこへヘロインを運んでいたという逸話が語られる。
1990年代でも黄金の三角地帯、黄金の三日月地帯で生産されるようになったアヘンから、ジャングルの中で、モルヒネの分離を経てヘロインが製造される。1996年のイギリス映画『トレインスポッティング』では、ヘロインの売人としての主人公が描かれた。

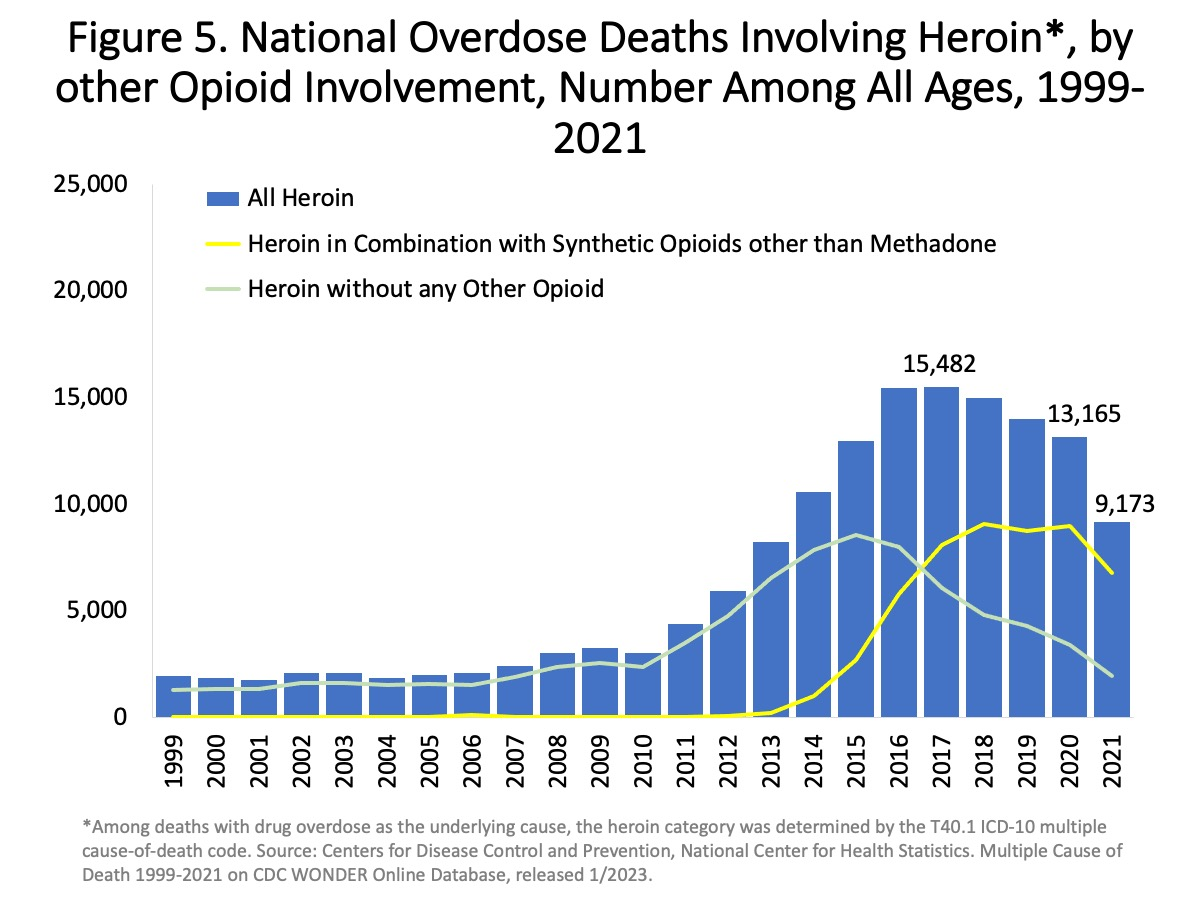
アメリカにおけるヘロインによる過剰摂取死亡

アメリカでは、2000年以降では、ヘロインを乱用した者の75％が処方薬のオピオイドによって乱用を開始していた。アメリカでの処方されたオピオイドによる過剰摂取死は2009年までの10年間で4倍となり、将来のヘロインによる死亡につながるのではと懸念されているが、2009年までではヘロインでの死亡の増加は見られていない。しかし、2010年と2011年に薬物過剰摂取死の最多であったオキシコドンを、2012年に急増したヘロインが上回った。